# Mianyang
Mianyang (绵阳/綿陽; pinyin: Miányáng; Wade-Giles: Mian-yang) er en by på præfekturniveau og en stor by i provinsen Sichuan i det vestlige Kina. Det har et areal på 20,000 km2, og befolkningen anslås (2004) til 5,2 millioner mennesker. 
Mianyang er provinsens næst største by, efter hovedstaden Chengdu.
Mianyang er et af Kinas største centre for elektronikindustri. Den har flere kendte forskningsinstitutioner, som China Academy of Engineering Physics og China Air Dynamics Research and Development Center. Mange store virksomheder som Changhong Electronics Group Corporation, Jiuzhou Electronics Group, Shuangma Cement Group og Changcheng Special Steel Company har også deres hovedsæder i Mianyang. Byen har seks universiteter og højskoler, som er kendt for videnskab og teknologi.

## Administrative enheder
Bypræfekturet Mianyang har jurisdiktion over 2 distrikter (区 qū), et byamt (市 shì), 5 amter (县 xiàn) og ett autonomt amt (自治县 zìzhìxiàn). 
| Kort               | Kort                    | Kort           | Kort                       | Kort                   | Kort        | Kort      |
| ------------------ | ----------------------- | -------------- | -------------------------- | ---------------------- | ----------- | --------- |
| Kort over Mianyang |                         |                |                            |                        |             |           |
| #                  | Navn                    | Hanzi          | Pinyin                     | Befolkning (2004 est.) | Areal (km²) | Indb/km²) |
| Distrikter         |                         |                |                            |                        |             |           |
| 1                  | Fucheng                 | 涪城区         | Fúchéng Qū                 | 620.000                | 597         | 1.039     |
| 2                  | Youxian                 | 游仙区         | Yóuxiān Qū                 | 510.000                | 973         | 524       |
| Byamter            |                         |                |                            |                        |             |           |
| 3                  | Jiangyou                | 江油市         | Jiāngyóu Shì               | 870.000                | 2.720       | 320       |
| Amter              |                         |                |                            |                        |             |           |
| 4                  | Santai                  | 三台县         | Sāntái Xiàn                | 1.460.000              | 2.661       | 549       |
| 5                  | Yanting                 | 盐亭县         | Yántíng Xiàn               | 590.000                | 1.645       | 359       |
| 6                  | An                      | 安县           | Ān Xiàn                    | 510.000                | 1.404       | 363       |
| 7                  | Zitong                  | 梓潼县         | Zǐtóng Xiàn                | 380.000                | 1.438       | 264       |
| 8                  | Pingwu                  | 平武县         | Píngwǔ Xiàn                | 190.000                | 5.974       | 32        |
| Autonome amter     |                         |                |                            |                        |             |           |
| 9                  | Beichuan (For qiangene) | 北川羌族自治县 | Běichuān Qiāngzú Zìzhìxiàn | 160.000                | 2.869       | 56        |

## Trafik

### Jernbane
Baoji-Chengdu-jernbanen løber gennem området. Den knytter Baoji i naboprovinsen Shaanxi til Chengdu i Sichuan.

### Vej
Kinas rigsvej 108 løber gennem området. Den begynder i Beijing og fører via Taiyuan, Xi'an og Chengdu mod syd til Kunming i den sydvestlige provins Yunnan.
31°28′9.1″N 104°44′26.3″Ø / 31.469194°N 104.740639°Ø